# Серебряные Соколы
«Серебряные Соколы» (англ. Silver Falcons) — аэробатическая пилотажная группа южно-африканских воздушных сил. Была создана в 1953 году под названием «Неуклюжие пчёлы» (Bumbling Bees), летала сначала на самолётах T-6 Texan, затем De Havilland DH.100 Vampire, а в 1966 году пересела на самолёты Aermacchi MB-326 и сменила название на текущее.
До 1998 года группа являлась частью Боевой лётной школы южно-африканских ВВС, но затем была переведена в Центральную лётную школу южно-африканских ВВС на базу AFB Langebaanweg, которая расположена недалеко от Кейптауна. При переводе Серебряные соколы также пересели на турбовинтовой самолёт Pilatus PC-7, причём в состав группы стало входить 4 самолёта.
Самолёты Серебряных соколов окрашены в белый и красный цвета, на вертикальных стабилизаторах нанесены групповые номера. Все пилоты работают инструкторами в Центральной лётной школе, поэтому в свободное время имеют возможность совершенствовать свою программу выступлений.